# Scaridium bostjani
Scaridium bostjani är en hjuldjursart som beskrevs av Daems och Dumont 1974. Scaridium bostjani ingår i släktet Scaridium och familjen Scaridiidae. Inga underarter finns listade i Catalogue of Life.